# Planinica (Morine, BiH)
Planinica je katunsko naselje na Morinama. Morine je bila najpoznatija "planina" humnjačkih Hrvata. Planinica je uz Bjelojeviće, Lakat, Gornje i Donje Somine, Podgvoznicu i druge bile među poznatim katunima.
Budući da se na planini se ostajalo po tri do četiri ljetna mjeseca, uz katune su nastajala i groblja i pojedinačna grobišta. Planinica ima svoje malo groblje.
Neki od hrvatskih rodova imali su svoja vlastita groblja, a na njima se pokapalo i pokojnike iz drugih hrvatskih rodova koji su planištarili u tom dijelu. Od koliba Planinice kilometar sjevernije u pravcu Crvnja nalazi se odavno zapušteno malo hrvatsko katoličko groblje Balinovača. Komunističko doba i rat u BiH učilini su da Planinica, Morine, groblje na Balinovači i druga groblja budu zaboravljeni od unuka starih planištara.
Obitelji koje su iz 'Humnine' dolazile ljeti na 'Planinu' u Planinicu su obitelji Krmek, Gustin, Martić, Kitin, Pažin, Babić koje su ovdje imale vlastitu zemlju i kolibe te obitelj Vukorep.

## Vanjske poveznice
- Župa Uznesenja BDM, Nevesinje Morine - Planinica, 24. kolovoza 2010.
- Župa Uznesenja BDM, Nevesinje Na Morinama ilindanska slava, 22. srpnja 2012.
- Župa Uznesenja BDM, Nevesinje Tragom planištara iz Donje Hercegovine po Morinama, Sominama..., 1. rujna 2010.